# Äktegöl
Äktegöl är en sjö i Västerviks kommun i Småland och ingår i Botorpsströmmen-Marströmmens kustområde.